# Accent Obert
Accent Obert, abans anomenada Fundació puntCAT, és una entitat privada sense ànim de lucre ni filiació política fundada el 28 de desembre del 2004 i inscrita amb el número 2100 en el Registre de Fundacions de la Generalitat de Catalunya.
La finalitat fundacional és promoure tota mena d'activitats relacionades amb la creació, gestió i control del registre del nom de domini .cat i, en general, de la promoció de la llengua i la cultura catalanes a l'àmbit d'Internet i de les noves tecnologies de la informació.
Entre els patrons fundadors de la Fundació puntCAT, i pel seu suport a la candidatura per a l'obtenció del domini, cal destacar l'Institut d'Estudis Catalans, la Corporació Catalana de Ràdio i Televisió i el Capítol Català de la Internet Society. A més a més, 98 entitats i associacions (de tots els llocs de parla catalana, de tots els sectors de la cultura i activitat), 2.615 empreses i 65.468 persones van donar suport explícit a la candidatura pel domini .cat, fet que ajudà significativament a la seva obtenció.
Atès que la fundació és una entitat sense ànim de lucre, els beneficis de l'operació del Registre .cat són destinats a assegurar la continuïtat i viabilitat d'aquest, potenciar la societat de la informació en els àmbits catalanoparlants i emprendre accions per a fer el domini assequible a tothom.
El domini .cat, és un domini genèric com el .com o el .org, però adreçat específicament a la comunitat lingüística i cultural catalana a Internet. De la mateixa manera que un particular no pot registrar un .edu (destinat a institucions d'ensenyament superior) o que cal éser un museu per a sol·licitar un .museum, per a obtenir un .cat cal demostrar alguna relació amb la nostra comunitat lingüística i cultural o més en general, posar en línia continguts significatius en català. El procés de registre és completament en línia, sense necessitat d'enviar certificats o documents de cap tipus als registradors. Des del primer dia, el .cat permet el registre de noms amb les lletres especials pròpies del català.

## Història
Fruit d'una iniciativa privada de la comunitat catalanoparlant, aquest domini va ser aprovat, l'any 2005, per la Corporació d'Internet per a l'Assignació de Nombres i Números (ICANN). El 2006 va rebre el Premi Nacional Joan Coromines per part de la Coordinadora d'Associats per la Llengua Catalana. El 2009 dins del marc de la campanya Navega en català presentà el giny que promou la navegació en llengua catalana. El 2018 presentà un escurçador d'adreces anomenat Ja i un servei d'allotjament temporal de fitxers i de transmissió de fitxers de mida gran anomenat Va. El 2018 va rebre la Creu de Sant Jordi «en reconeixement a [sic] la seva tasca de promoció del domini .cat a la xarxa».
Francesc Giralt va exercir el càrrec de director general de la fundació entre el febrer de 2018 i el març de 2022, el qual va ser substituït per l'empresari i professor universitari Roger Serra.

## Serveis
- Va.cat. És un servei d'allotjament de fitxers proveït per la Fundació puntCat, que és una entitat privada sense ànim de lucre ni filiació política fundada el 28 de desembre de 2004. El 2018 presentà aquest servei d'allotjament temporal de fitxers i de transmissió de fitxers de mida gran.[5]
- Ja.cat. És un escurçador d'adreces.[6]
- SSL.cat. És un validador de certificats de seguretat SSL.
- XD.cat. És un generador de mems.